# Fred Newton (nadador)
Fred Newton (1903 - 1992) foi um nadador americano conhecido por ser a primeira pessoa a nadar em toda a extensão do rio Mississippi. Ao longo de 176 dias em 1930, Newton nadou de Minneapolis, perto da nascente do rio Mississippi, até Nova Orleans, uma cidade em sua foz.

## Nado do rio Mississippi
Newton buscou a jornada principalmente para gerar publicidade e riqueza. Aos 27 anos, ele começou a nadar em 6 de julho de 1930 em Minneapolis com seu irmão, Byron, seguindo em um barco a remo com suprimentos. Ele previu inicialmente que a viagem levaria 90 dias, mas acabou demorando quase o dobro. Eles pararam em cidades ao longo do caminho, com Newton pintando placas para hospedagem e alimentação. Durante a viagem, Newton encontrou poluição e baixas temperaturas. Ele usava roupas de lã e graxa de eixo para se manter aquecido.
Newton chegou a Nova Orleans em 29 de dezembro de 1930. Ele foi recebido por uma multidão e um banho oferecido pelo New Orleans Athletic Club. No total, a natação foi de 1.826 milhas e Newton ficou na água por 742 horas.

## Biografia
Fred Newton nasceu em 1903 em Clinton, Oklahoma. Sua natação histórica não teve sucesso em gerar publicidade e riqueza. Em sua carreira posterior, Newton se tornou um vendedor de seguros e então abriu uma empresa de venda de produtos ortopédicos. Newton morreu em Gainesville, Texas, em 1992, aos 89 anos.